# Track of the Moon Beast
Track of the Moon Beast ist ein US-amerikanischer Horrorfilm von Richard Ashe aus dem Jahr 1976.

## Handlung
Der junge Mineraloge Paul G. Carlson trifft bei Ausgrabungen seinen Freund, den Anthropologieprogessor John Salinas, genannt Johnny Longbow. Er ist mit zwei seiner Studenten – Janes und Budd – sowie der Fotografin Kathy Nolan unterwegs. Vor zwei Tagen ist ein Asteroid in den Mond eingeschlagen. Am Abend soll nun ein Meteoritenschauer auf der Erde niedergehen, der für den Menschen jedoch ungefährlich sein soll. Paul und Kathy begeben sich in eine Höhle auf dem Berg Sandia Crest, um den Schauer anzusehen. Paul wird von einem Meteorit getroffen, der sich als Mondstein entpuppt. Er nimmt den Stein mit sich. Kathy, die sich in ihn verliebt hat, folgt ihm nach Hause, wo sie ihn verarzten will. Sie erschrickt, als sie sieht, dass er eine große Echse als Haustier hält.
Paul fühlt sich die nächsten Tage schlecht. Als er mit seinem Mondstein in ein Gesteinsmuseum geht und einen anderen Mondstein betrachtet, wird er von einem elektrischen Schlag getroffen und bricht zusammen. Kathy hält diesen Moment zufällig mit ihrer Kamera fest. Auf einem Konzert wenig später geht Paul eher, weil er starke Kopfschmerzen hat. In der folgenden Nacht herrscht Vollmond. Paul kann nicht schlafen und verwandelt sich schließlich in ein Monster. Der betrunkene Sid Harris wird vor seiner Haustür von ihm angegriffen und getötet. Die Polizei steht vor einem Rätsel, weisen die Spuren doch auf einen überdimensionalen Echsenmenschen hin. Wenig später wird eine Gruppe Kartenspieler von dem Monster angegriffen. Zeugen beschreiben das Wesen als Riesenechse.
Weil Paul immer noch neben sich steht, bringt Johnny ihn ins Krankenhaus. Eine Hirntomografie zeigt, dass sich ein Stück des Meteoriten in Pauls Hirn befindet. Johnny findet zudem das Foto, das Kathy während des elektrischen Schlags im Museum gemacht hat. Er bringt Pauls Mondstein ins Museum, wo der Stein mit einem anderen Stein elektrisch reagiert. Johnny erinnert sich zudem an eine alte Indianersage, in der ein Indianer von einem Meteoriten getroffen wurde, zur Monsterechse mutierte und schließlich nach einiger Zeit in Flammen aufging. Er ahnt, dass Paul das Monster ist, und teilt ihm seine Vermutung mit. Paul stimmt zu, die nächste Nacht in einem zellenähnlichen Krankenzimmer zu verbringen; Johnny und die Polizei können hier seine nächtliche Verwandlung gefahrlos verfolgen. Zwei Experten werden eingeflogen, um den Meteoritensplitter aus Pauls Hirn zu entfernen. Es zeigt sich jedoch, dass der Splitter ein instabiles Element ist und in kleinere Teile zerfallen ist. Eine Operation wird so unmöglich, zumal die Energie der Teile mit der Zeit zu einer großen Entladung führen wird, die Paul tötet. Paul hört die ärztliche Diagnose heimlich und flieht aus dem Krankenhaus. Während die Polizei, Johnny und Kathy nach ihm suchen, verwandelt sich Paul nachts erneut. Er tötet zwei Polizisten, bevor Johnny ihn, der nichts Menschliches mehr an sich an, mit einem mit einem Meteoritenteil versehenen Pfeil beschießt. Der Meteoritenteil beschleunigt den Entladungsprozess und Paul stirbt.

## Produktion
Track of the Moon Beast wurde 1972 unter anderem in Albuquerque sowie auf dem Sandia Crest gedreht. Das Monster wurde von Joe Blasco entworfen. Frank Larrabee tritt im Film mit dem Lied California Lady auf.
Track of the Moon Beast erschien erstmals am 1. Juni 1976, da vier Jahre lang kein Verleih für den Film gefunden werden konnte. Im Jahr 2001 kam der Film im Rahmen der Reihe Classic Creature Movies erstmals in den USA auf DVD heraus. Die Comedy-Fernsehreihe Mystery Science Theater 3000 (MST3K) stellte den Film am 13. Juni 1999 vor, wobei er im Stil der Reihe humoristisch kommentiert wurde.

## Kritik
Steve Miller nahm Track of the Moon Beast 2010 in sein Buch 150 Movies You Should Die Before You See auf. Zum Schlechtesten am Film zählte er das hölzerne Spiel der Darsteller, die grauenhaften Dialoge und die inkompetente Kameraarbeit.